# Риго-Туккумская железная дорога

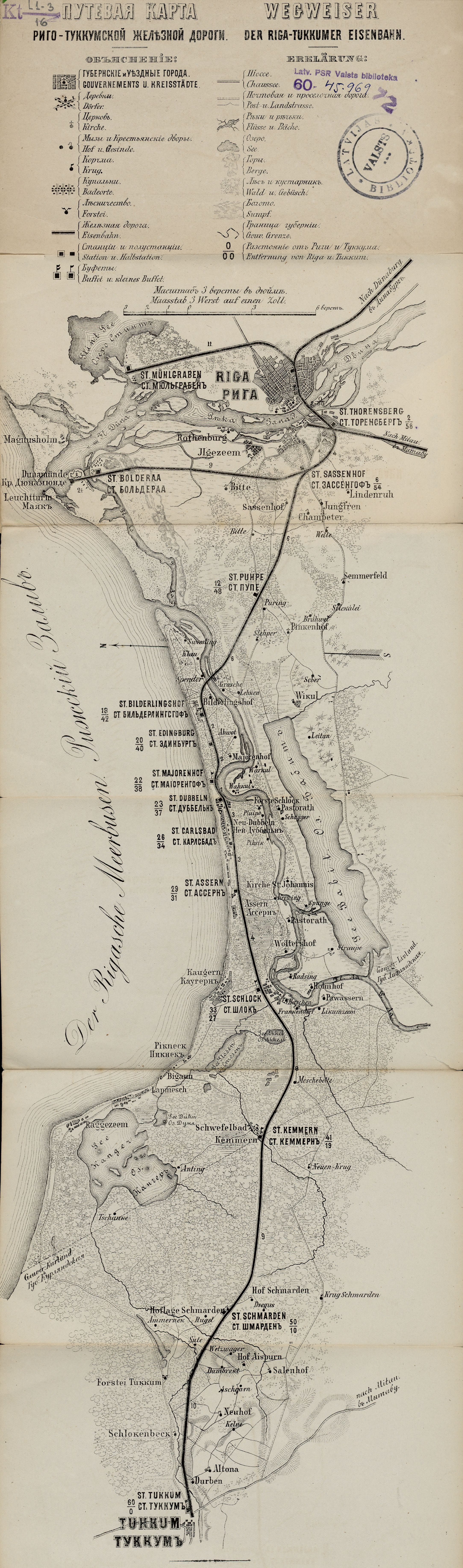
Карта Риго-Туккумской железной дороги. 1879 год.

Ри́го-Ту́ккумская железная дорога — железная дорога Российской империи, построенная в 1873—1876 гг. на средства частного капитала — Общества Риго-Тукумской железной дороги. Линия протяжённостью 54,2 версты прошла по Рижскому уезду Лифляндской губернии и Туккумскому уезду Курляндской губернии.

## История
Устав и концессия утверждены 4 мая 1873 года. Учредителем общества выступил ратсгер города Риги Александр Федорович Фальтин.
Движение открыто в 1876 году. Максимальный продольный уклон пути на железной дороге был 8 ‰, наименьший радиус кривых в поворотах — 640 м . Отсчёт вёрст начинался от станции Зассенгоф Риго-Больдерааской ж. д..
С 1895 г. в составе Риго-Орловской ж. д.